# Eduard Rüchardt

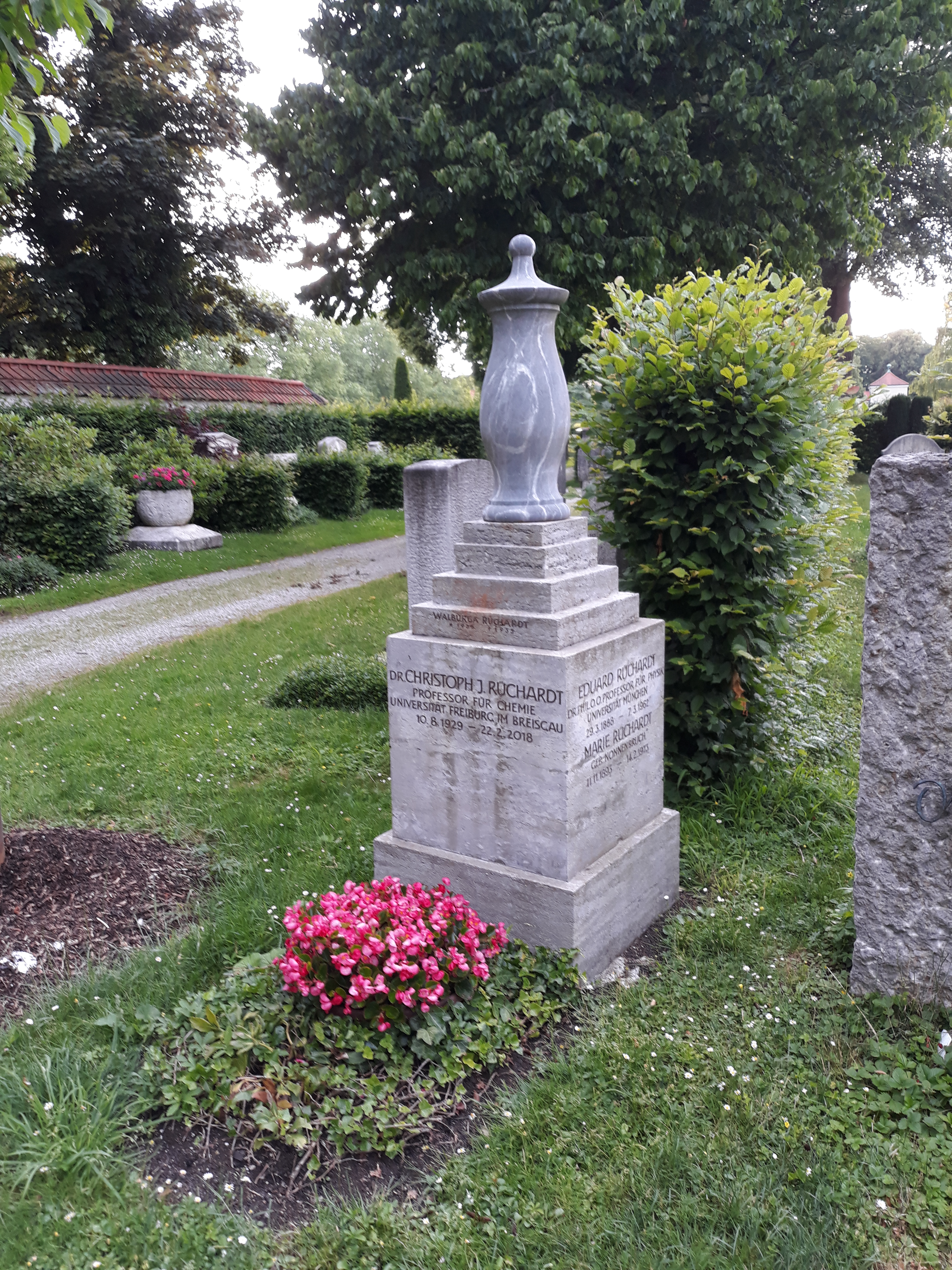
Das Grab von Eduard Rüchardt und seiner Ehefrau Marie geborene Nonnenbruch im Familiengrab auf dem Nordfriedhof (München)

Eduard Rüchardt (* 17. Märzjul. / 29. März 1888greg. in Moskau; † 7. März 1962 in München) war ein deutscher Physiker, der vor allem auf dem Gebiet der Kanalstrahlen arbeitete.

## Leben und Wirken
In Moskau, wo sein Vater Teilhaber eines Handelshauses war, wurde Eduard Rüchardt zu Hause unterrichtet. Ab 1905 besuchte er das Vitztumsche Gymnasium in Dresden. Ab 1908 studierte er Physik in Jena, in Freiburg i. Br. und ab 1910 an der Universität Würzburg, wo er 1914 bei Wilhelm Wien mit einer Arbeit zum Wirkungsgrad bei der Phosphoreszenzerregung durch Kanalstrahlen promoviert wurde. 1920 ging er mit Wien an die Universität München, wo er sich 1922 habilitierte. Am 7. April 1925 heiratete er Marie Nonnenbruch (* 11. November 1893 in München; † 1973 ebenda), die Tochter des Malers Max Nonnenbruch. Bis zu seiner Emeritierung 1956 blieb er in München, ab 1946 war er ordentlicher Professor. 1947 wurde er zum ordentlichen Mitglied der Bayerischen Akademie der Wissenschaften gewählt
Bis 1939 arbeitete Rüchardt ausschließlich auf dem Gebiet der Physik der Kanalstrahlen. Im Handbuch der Physik, herausgegeben von Hans Geiger und Karl Scheel, schrieb er 1927 das umfangreiche Kapitel über den Durchgang von Kanalstrahlen durch Materie. 1930 gelang ihm der erste sichere Nachweis des Sauerstoffisotops 18O. Den Abschluss seiner Arbeiten über Kanalstrahlen bildeten von ihm angeregte Experimente zur Lösung zweier Probleme mit Hilfe von Kanalstrahlen. Sein Doktorand Heinz Billing führte den von Albert Einstein vorgeschlagenen Spiegeldrehversuch durch, mit dem der Welle-Teilchen-Dualismus erneut experimentell bestätigt werden konnte. Die Ergebnisse wurden 1938 publiziert. Einem anderen Doktorenden Rüchardts (Gerhard Otting) gelang mit einem Kanalstrahlexperiment ein quantitativ sehr genauer Nachweis des transversalen Doppler-Effekts (Ives-Stilwell-Experiment).
Von 1939 bis zu seiner Emeritierung arbeitete Rüchardt auf einem anderen Forschungsgebiet, dem der elektrischen Kontakte, wobei die Spanne der Veröffentlichungen von ihm und seinen Schülern von der Messung des Widerstands dünner isolierender Schichten im Bereich des Tunneleffekts bis zur Supraleitung von Kontakten reichte.
Bekannt wurde er auch durch das Rüchardt-Experiment, das dazu dient, die molaren Wärmekapazitäten {\displaystyle c_{p}} und {\displaystyle c_{V}} für Gase zu bestimmen.
Neben seinen vielen fachwissenschaftlichen Aufsätzen publizierte er populärwissenschaftliche Bücher und Beiträge in verschiedenen Periodika.

## Veröffentlichungen (Auswahl)
- Sichtbares und unsichtbares Licht (= Verständliche Wissenschaft. Band 35). Springer, Berlin.